# Hertha Schober-Awecker
Hertha Schober-Awecker (* 18. August 1922 in Salzburg; † 1989) war eine österreichische Historikerin, die vor allem zur Siedlungs- und Sozialgeschichte im Raum Oberösterreich publizierte.

## Leben
Sie kam schon als Kind nach Linz, besuchte dort Volks- und Mittelschule und studierte anschließend in Graz, unterbrochen durch Kriegseinsatz und Gefangenschaft. Bereits während der Arbeit an ihrer Dissertation mit dem Titel Aufhebung des Klosters Mondsee kam sie mit dem Oberösterreichischen Landesarchiv und seinen Wissenschaftlern in Kontakt und lernte ihren späteren Mann, den Heimatforscher Friedrich Schober kennen, den sie 1960 heiratete.
Zu ihrer Tätigkeit beim Kulturamt des Magistrates Linz in den Jahren 1950 bis 1960 gehörte die Mitarbeit am großen Linzer Regestenwerk, das als Linzer Regesten und Handschriftliche Quellen zur Geschichte der Stadt Linz in oberösterreichischen Archiven 1964 publiziert wurde.
1961 trat sie der Mühlviertler Künstlergilde bei, führte von 1962 bis 1968 die Geschäfte und arbeitete im Redaktionsteam sowie als Autorin bei den Mühlviertler Heimatblättern mit und war schließlich von 1968 bis 1972 Präsidentin der Künstlervereinigung.

## Schriften
Ihren Schwerpunkt als Historikerin legte Schober-Awecker auf Siedlungs-, Wirtschafts- und Sozialgeschichte und veröffentlichte Aufsätze teils in Zeitungen, teils in Periodika wie beispielsweise in den Jahrbüchern der Stadt Linz, in den Oberösterreichischen Heimatblättern, in den Mühlviertler Heimatblättern. Ihr erstes selbständiges Buch erschien im Jahr 1952 über Mondsee.
Ausgewählte Publikationen (sortiert nach Erscheinungsjahr):
- Der Brand von Linz im Jahre 1800. In: Jahrbuch der Stadt Linz 1951. Linz 1952, S. 26–40 (ooegeschichte.at [PDF]).
- Mondsee – Markt, Kloster, Land. Zeichnungen von Friedrich Schober. Mondsee 1952, 208 Seiten.
- Das Nonnberger Amt „enhalb der Donau“. In: Jahrbuch der Stadt Linz 1952. Linz 1953, S. 345–380 (ooegeschichte.at [PDF]).
- Das Bruckamt der Stadt Linz. In: Jahrbuch der Stadt Linz 1953. Linz 1954, S. 167–214 (ooegeschichte.at [PDF]).
- Geschichte des Marktes Lasberg und seiner Umgebung. Volkskundlicher Beitrag von Karl Radler. Lasberg 1954. 232 Seiten.
- Grein während der Franzosenkriege. In: Oberösterreichische Heimatblätter. Jahrgang 9, Linz 1955, S. 147–158 (ooegeschichte.at [PDF]).
- mit Friedrich Schober, Benno Ulm: Freistadt, die romantische Stadt im Mühlviertel, und seine Umgebung. Freistadt 1955, 80 Seiten.
- Die Bevölkerung der Stadt Linz im Jahre 1750. In: Historisches Jahrbuch der Stadt Linz. Linz 1957, S. 197–240 (ooegeschichte.at [PDF]).
- Das Bergschlößl. In: Historisches Jahrbuch der Stadt Linz. Linz 1958, S. 181–226 (ooegeschichte.at [PDF]).
- Die Linzer Stadtwaage. Die Geschichte des Waag- und Niederlagamtes der Stadt Linz (= Sonderpublikation des Kulturamtes Linz). Linz 1958, 187 Seiten.
- Die Herrschaft Mondsee-Wildeneck. In: Oberösterreichische Heimatblätter. Jahrgang 13, Linz 1959, S. 355–381 (ooegeschichte.at [PDF]).
- Holzheim. In: Historisches Jahrbuch der Stadt Linz 1967. Linz 1968, S. 153–248 (S. 153–200 (ooegeschichte.at [PDF]), S. 201–248 (ooegeschichte.at [PDF]), Anhänge (ooegeschichte.at [PDF])).